# Нефісе Мелек Хатун
Нефісе Мелек Хатун (тур. Nefise Melek Hatun) – дочка османського султана Мурада I та сестра Баязида I, а також була дружиною Алаеддіна-бея , одного із найбільш яскравих правителів бейлика Караманогуллари, за якого бейлик досяг вершини могутності. Вона була матір’ю двох наступних правителів бейлика, Мехмет-бея і Алі-бея. Шлюб Нефісе і Алаеддіна був перший із багатьох династичних союзів двох династій. Завдяки Нефісе, яка грала роль посередника, її чоловік неодноразово був прощенний Мурадом і Баязидом  за захоплення османських територій. Нефісе побудувала в Ларінде медресе Хатуніє  та хамам, а також була однією з небагатьох османських жінок , про яких писали у хроніках їхні сучасники.

## Біографія

### Ім’я та походження
Нефісе Мелек Хатун народилася, напевно, не раніше 1335 і не пізніше 1360. Вона була дочкою Мурада I, правитель із династії Османів, який перший називався султаном. Її матір’ю була одна із дружин або наложниць султана, але точно назвати її ім’я неможливо.
У джерелах згадуються різні її  імена:Нефісе Мелек-хатун, Мелік Султан- хатун, Султан-хатун, Нефісе -султан , Мелек-султан, Хатун- султан, Девлет-хатун та Міхр-али .У шлюбному договорі, який знайшов Ферідун Ахмет-бей, вона іменується Нефісе-султан, а медресе побудоване нею називається Хатуніє-це означає, що у Карамані її звали Хатун. Довгий час було невідомо, скільки дочок було у Мурата  I, дві або одна. Також було трохи не зрозуміло ,чиєю донькою була Нефісе – Мурата I чи Мурада II, але зараз вважається, що це ім’я однієї доньки Мурада I. Жінок називали по їхнім чоловікам або батькам, по їх положенню. Султан-хатун означає жінка із родини султана, Девлет-хатун походить від слова «Девлет»- держава, Мелік-хатун - дружини правителя. У написі на медресе Нефісе названа «Султан Мелік-Хатун», тобто дочка султана і дружина правителя.

### Передісторія
Під час правління Алаеддіна бейлик був істотно збільшений, в 1380 році територія Караманіди включала в себе наступні регіони міста:  Гульнар , Анамур,  Силифке, Мут, Ерменек, Мерам, Бозкир, Ларінда, Ереглі, Улукишла, Ніде, Карахісар, Аксарай, Акшехир, Бейшехир, Илгин і Коньї. Аллаеддін був уже не просто «правитель Анатолійських гір» (Сахіб Джибао аль-Рум), як раніше літописці мамлюків називали караманідів. Тепер його називали вже «Султан» і « Абу-ль-Фат».
Відносини караманідів із османами були складними, бо обидва бейлика  претендували на одні і ті ж прилеглі території. Обидві сім’ї намагалися досягти хоча б якоїсь тимчасової згоди шляхом династичних союзів між собою.Першим з таких союзів став шлюб Алаеддіна і дочки Мурада I, Нефісе. Джерела називають різні дати весілля. У збірнику документів османської канцелярії  «Муншаат ас-Салатін»(Листи султанів), складеному Нишанджи Феридуном  Ахмет-беєм в 16 столітті,як час весілля вказується  1386 рік. Дослідження написів на медресе Хатун, звеленому Нефісе,дає підстави вважати, що шлюб був здійснений не пізніше, 1381/82 року . Однозначно невідомо також з якого боку була ініціатива. Відомо лише, що в 1381 році був укладений  і шлюб Баязида,сина Мурата і майбутнього султана, з Девлет-султан, дочкою Герміяноглу Сулеймана-шаха. Але сучасні історики відносять шлюб Нефісе і Алеаддіна до більш раннього часу – між 1360-1370 роками, оскільки народження старшого сина Нефісе відносять  до 1370 року.
Шикари в «Караман-наме» пише, що шлюб був запропонований Мурадом через брата Алаеддіна, Давуда, який приїхав в Бурсу як посол від Алаеддіна. Згідно Шикари , 1377 року Алі-бей, дядько жениха,приїхав як його представник в Бурсу  для переговорів про шлюб. Була призначена дата одруження та обговорено придане нареченої і подарунки їй від нареченого.
Завдяки цьому шлюбу Алаеддін  кілька разів отримував прощення від Мурада і Баязида.

### Весілля

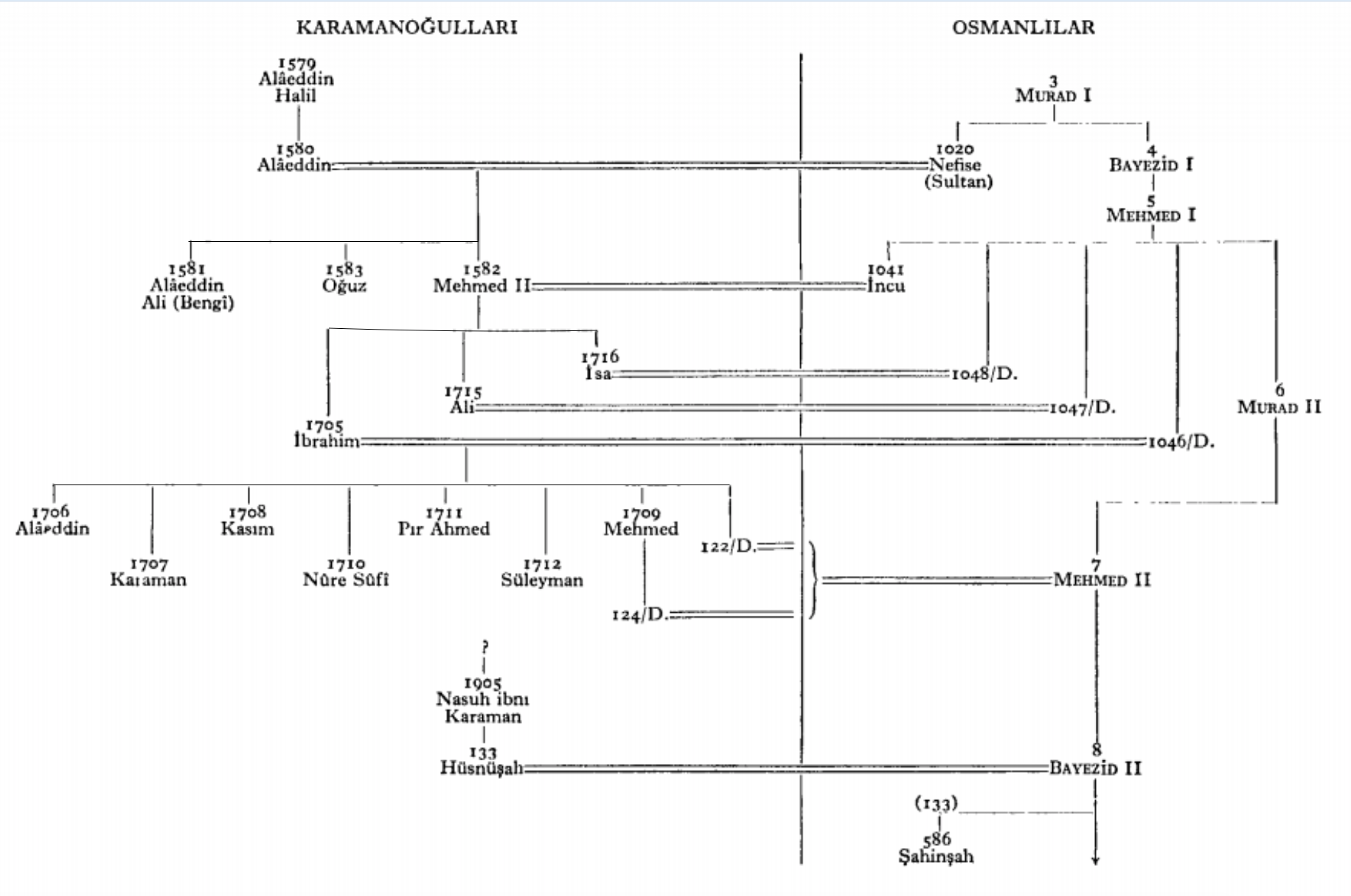
Династичні союзи з Османами. По Алдерсону[

Шикарі писав, що Мурад-бей запропонував руку Нефісе Аллаеддіну-бею, щоб «піднятися над становищем простого простого кочовика, поріднившись  з великою сім’єю Караманідів». Однак написи на будівлях в Карамані, величають Мурада султаном, а Алаеддіна еміром, говорять про те ,що на момент укладання шлюбу Мурад був вище за матеріальним становищем ніж Алаеддін. Серед подарунків від батька нареченої до нареченого було 18 рулонів єгипетської тканини, 9 килимів, 7 чистокровних конів і 9 стад верблюдів.

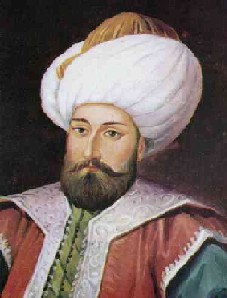
Мурад I Богоподібний, батько Нефісе Мелек Хатун

Опис весілля знаходиться у багатьох хроніках ,про його важливість свідчить той факт,що про нього заздалегідь  було оголошено у мечеті під час п’яничної молитви.Представником нареченої був призначений військовий суддя (згодом ця посада називалася кадіаскер) Чандарлізаде Мевляна Халіл. У тексті оголошення, збереженого хроніками, Нефісе називають «доброчесною, главою жінок, незрівняльною принцесою».Халіл Едем Бей оцінює дату цього оголошення 1378 роком.
На церемонії одруження, яка відбулася в Бурсі не пізніше 1381 року,Чандарлізаде Мевляна Халіл був свідком з боку Нефісе-хатун, а Мевляна Мусліхіддін з боку Алаеддіна.
Муншаат ус-салатін Ферідун-бея містить лист з перерахуванням подарунків султана:сто тисяч монет чи золотих лір, сто коней, десять рулонів шовку, розшитий золотою ниткою французький оксамит для двадцяти суконь, п’ять рулонів Дамаської тканини, двадцять рулонів змішаної тканини (з шовкової нитики,сплетеної з бавовняної), десять рулонів турецького оксамиту, дев’ять кілограмів золотих прикрас, у цілому чотири сотні тринадцять грамів алмазів, рубіни та інші дорогоцінні камені та десять стад верблюдів.Алаеддін в свою чергу обіцяв,запевнивши печаткою, що у разі розлучення  він віддасть дружині Акшехир, Аксарай і всі села в околиці цих міст.
Також хроніки в описі весілля зберегли розповідь про напад на кортеж нареченої. Монголи оточили караван в Сиврихисарі, але охоронці Алеаддіна рогромили монголів ще до того, як встигли прибути на допомогу 40000 кіннотників з Карамана.На  весільних урочистостях  у Карамані були присутні еміри Сарухана, Айдина, Ментеше і Ешрефоглу.

### Посередник
Наступного разу Нефісе була згадана хроніками в зв’язку з подіями 1385/86 року, коли вона вперше грала роль посередника між батьком і чоловіком.Алеаддін неодноразово вступав у конфлікти спочатку з Муратом, а після його смерті із Баязидом, захоплюючи землі і міста, які османи вважали своїми. Завдяки заступництву Нефісе , кожен раз Алаеддіну вдавалося отримати прощення.
У перший раз Нефісе була просителем за чоловіка у 1386(1385) році.Згідно османським хронікам, Мурад був змушений відволіктися від військових дій на європейській території і повернутися з армією в Анатолію. Причиною були територіальні претензії Алаеддіна , який захопив Кара-Агак, Ялвадж і Бейшехир , скориставшись зайнятістю Мурада в Румелії.Алаеддін-бей , зрозумівши, що його сил недостатньо, відправив до тестя посла, але султан навіть не прийняв його. Мурад обложив Алаеддина в Коньї і після 13 днів облоги караманській бей послав до султана Нефісе, яка проханнями і сльозами схилила батька до мирного результату. Згідно Нешрі і подальшим історикам,Нефісе просила «пробачити провину чоловіка тільки один раз , не руйнувати її сім’ї, не робити її вдовою, а її дітей сиротами».З цього випливає , що в 1386 році у Нефісе і алаеддіна уже були діти. Мурад пробачив зятя, але передав через дочку, що Алаеддін повинен з’явитися перед султаном і поцілувати руку у знак підпорядкування. Також Алеаддін мав відмовитися від Бейшехира. Історик Н.Сакаоглу в оповіданнях про це посередництво наводить історію про голубку. В одному із оповідань, Нефісе , перед відходом від батька, поклала руку на серце і заприсяглася у вірності «поки життя жевріє в цьому тілі». Вийшовши з намету, вона відкрила накидку , і з-під поли випустила голуба. Нефісе вимовила: «я звільняю себе від принесеної присяги і відпускаю свої слова, як цю голубку». В іншому випадку Н.Сакаоглу описує, що на голубці клявся Алаеддін. Але османський історик Нешрі розповідає про голубку в зв’язку з полоном сина Нефісе, Мехмета.
Після смерті Мурада в 1390/91 році відбулося ще одне військове зіткнення Аллаеддінв із османами, на цей раз уже із Баязидом. Знову Алаеддіну  після поразки вдалося вирішити усе миром. І знову посередником і просите лем за нього була Нефісе.

### Страта чоловіка
Незважаючи на поразки ,Алаеддін не міг змиритися і заспокоїтися . Під час битви  під Нікополем він атакував Анкару і посадив у в’язницю Сари Темирташа-пашу,валі міста.у битві при Нікополе у полон до Баязида потрапив Йоганн Шільтбергер, який служив Баязиду, бо перебував у свиті султана. Він залишив опис наступних подій .За його словами, Баязид виступив проти непокірного родича з 150 тисячним військом, в той час, як у Алаеддіна було тільки 70 тисяч. Коли Алаеддін дізнався про наближення Баязида, то випустив Тимурташа-пашу і відправив його послом з дарами і мирними пропозиціями до султана. Однак Баязид відмовився говорити про мир. Армії зустрілися недалеко від Коньї і вступили в бій. Незважаючи на чисельну перевагу , Баязид у дводенній битві не зміг здолати караманіда, але , будучи майже оточеним, Алаеддін сховався у цитаделі міста. Після 11 днів облоги султан домовився із жителями міста , що вони відкриють ворота в обмін на збереження життя і майна . Населення міста видало свого правителя, і Алаеддіна було убито. Йоганн Шільтбергер так описує смерть Алаеддіна-бея:
|  | « На питання цього останнього,чому він не хотів його визнати своїм верховним володарем,він відповідав ,що вважав себе рівним йому государем і тим так розгнівав султана,що він закричав три рази, не звільнять мене від Карамана. Нарешті хтось (Сари Тімурташ-паша ) з’явився, відвів Карамана і , умертвивши його, знову з’явився перед Баязидом, який його запитав, що він зробив із Караманом. Дізнавшись жалюгідну його долю, він заплакав і наказав знищити убивцю на тому самому місці, де він убив Кармана, в покапання за те, що він так поспішив з вбивством настільки знатної особи і не почекав, поки пройде гнів свого господаря.Потім Баязид велів покласти голову Карамана на вістря списа і носити по всьому краю ,щоб інші міста побачиливши,що володар їх вже не був в живих,скоріше здавалися» |

Відповідно до опису  Шільтбергера,це сталося в 1397/98 році,але Крамерс вказу 1391 рік(після битви при Аксараї). Відомий сходознавець Юрій Петросян прийняв версію, що Алаеддін був страчений за наказом Баязида.

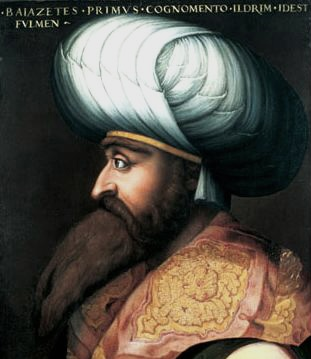
Баязид I Йилдирим,брат Нефісе Мелек Хатун

### Після страти чоловіка
Після страти Алаеддіна і здачі Коньї Баязид попрямував до Ларінде, в якій знаходилися сини Алаеддіна  і їх матір – вдова Алаеддіна і сестра Баязида. Сини Алаеддіна, будучи вже підлітками (їм було не менше 11 років), були ображені і розсерджені стратою батька і видом його голови на піку. З юнацьким запалом вони хотіли захищати місто і не хотіли здаватися. Жителі міста співчували хлопчикам і підтримали їх. Однак після кількох днів облоги Нефісе злякалася, що її синів теж стратять, як і їх батька. Вона сказала жителям, що не бачить можливості відстояти місто і не хоче, щоб люди постраждали через їх сім’ю. Зважаючи на неможливість чинити опір, вдова Алаеддіна вийшла з міста до свого брата, ведучи синів. Баязид «бачачи сестру з синами, вийшов зі свого намету їм на зустріч; вони тоді кинулися до його стоп, цілували його ноги, просячи пощади, і передали йому ключі замку і міста. Султан тоді звелів, стоявшим біля нього сановникам,підняти їх,заволодів містом і поставив туди начальника одного зі своїх наближених . Сестру ж з її синами він відправив до свого столичного міста Брусса». Спочатку землі Караманідів Баязид віддав своєму синові Мустафі. Невідомо, як  Мехмет-бей  і Алі-бей, сини Алаеддіна і Нефісе , жили в Бурсі. Згідно« Дустурнаме» вони жили окремо від матері. Є відомості, що Мехмет і Алі, жили в Бурсі у почесному полоні, але незабаром Баязид віддав Мехмету завойовані землі Караманідів. Ічель  був відданий шейху Хасану, синові Сулеймана-бея, що ховався у Еретне.
З 1403 по 1424 роки сини Нефісе правили в Карамані. Вважається, що Нефісе померла в Ларінде під час правління Мехмеда між 1403 і 1423 роками. У 1381 році нею була збудована в Ларінде медресе Хатуніє, поряд з яким і похоронена вона в тюрбе. Точна дата поховання невідома.

## Значення
Побудоване Нефісе медресе Хатуніє збереглося і належить музею Караман. Крім медресе Нефісе звела щей хамам. Також нею були засновані два фонди (вакуфа) при медресе і при мавзолеї (тур.Vakf-ı medrese-i Melek Hatun bint Sultan Murat,тур. Vakf-ı türbe-i Hatun ve medrese-i mezkure benam Hatuniyye), які отримували дохід від хамама.
Нефісе була однією з перших османських жінок, згаданих в сучасних їй хроніках (Шільтбергер). Велика кількість згадок Нефісе в різних текстах під різними іменами дало турецькому історику Узунчаршили можливість на прикладі Нефісе вивчити і проаналізувати  османські жіночі імена.  Узунчаршили показав, що імена жінок у той час часто не згадувалися. Навіть дочки або дружини султанів  часто іменувалися в документах не особистими іменами , а називалися по ситуації.
Нефісе зіграла важливу роль посередника між султанами і чоловіком . Завдяки їй Алаеддін-бей був двічі прощений, спочатку Мурадом, а потім Баязидом. Історик  Н.Сакаоглу назвав Нефісе « хижою пташкою» . Османські Історики відзначили, що Нефісе відкинула своє османське походження  і повністю підтримувала чоловіка. Про неї говорили: «Вона могла б бути чоловіком».